# Remigio Morales Bermúdez

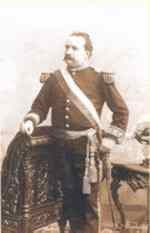
Remigio Morales Bermúdez

Remigio Morales Bermúdez senior (* 30. September 1836 in Pica, Tarapacá; † 1. April 1894 in Lima) war ein peruanischer General und Politiker. Von 1890 bis 1894 war er Präsident seines Landes.

## Leben
Remigio Morales Bermúdez trat 1854 in die peruanische Armee ein und kämpfte im Salpeterkrieg. Er verbündete sich mit Andrés Avelino Cáceres, dem Nationalhelden und Gründer des Partido Constitucional, gegen den Präsidenten Miguel Iglesias. Unter Cáceres war er ab 1886 Vizepräsident. Nach der Amtszeit von Cáceres wurde er 1890 peruanischer Präsident. 
Er bekämpfte die Opposition um Nicolás de Piérola mit repressiven Maßnahmen. Außenpolitisch schloss er einen Vertrag mit Ecuador zur Festlegung der Grenzen und verhandelte mit Chile zur Beilegung des Streits um Tacna und Arica.
Morales Bermúdez starb 1894 nach kurzer Krankheit während seiner Amtszeit.

## Familie
Sein Enkel Francisco Morales Bermúdez war von 1975 bis 1980 Machthaber in Peru.